# Деревінський Андрій Юрійович
Андрій Юрійович Деревінський (28 березня 1988) — український плавець, призер Літніх Паралімпійських ігор 2016 року. Майстер спорту України міжнародного класу.
Представляє Кіровоградський регіональний центр з фізичної культури і спорту інвалідів «Інваспорт».
Багаторазовий чемпіон, срібний та бронзовий призер чемпіонату Європи 2014 року. Дворазовий бронзовий призер (100 м в/с, 50 м в/с) чемпіонату Європи 2016 року. Чемпіон Європи 2018 року у змішаній естафеті комплексним плаванням.

## Державні нагороди
- Орден «За мужність» III ст. (4 жовтня 2016) — За досягнення високих спортивних результатів на XV літніх Паралімпійських іграх 2016 року в місті Ріо-де-Жанейро (Федеративна Республіка Бразилія), виявлені мужність, самовідданість та волю до перемоги, утвердження міжнародного авторитету України[3]